# Verona (Virginia)
Verona es un lugar designado por el censo situado en el condado de Augusta, Virginia  (Estados Unidos). Según el censo de 2010 tenía una población de 4.239 habitantes.

## Demografía
Según el censo del 2000, Verona tenía 3.638 habitantes, 1.509 viviendas, y 1.030 familias. La densidad de población era de 199,8 habitantes por km².
De las 1.509 viviendas en un 32%  vivían niños de menos de 18 años, en un 52%  vivían parejas casadas, en un 11,3% mujeres solteras, y en un 31,7% no eran unidades familiares. En el 27,3% de las viviendas  vivían personas solas el 8,9% de las cuales correspondía a personas de 65 años o más que vivían solas. El número medio de personas viviendo en cada vivienda era de 2,41 y el número medio de personas que vivían en cada familia era de 2,9.
Por edades la población se repartía de la siguiente manera: un 24,5% tenía menos de 18 años, un 8% entre 18 y 24, un 29,2% entre 25 y 44, un 26,6% de 45 a 60 y un 11,7% 65 años o más.
La Edad Media era de 38 años.  Por cada 100 mujeres de 18 o más años  había 92,7 hombres.
La renta media por vivienda era de 36.263$ y la renta media por familia de 40.773$. Los hombres tenían una renta media de 29.053$ mientras que las mujeres 21.812$. La renta per cápita de la población era de 17.630$. En torno al 1,8% de las familias y el 2% de la población estaban por debajo del umbral de pobreza.